# Munstergeleen

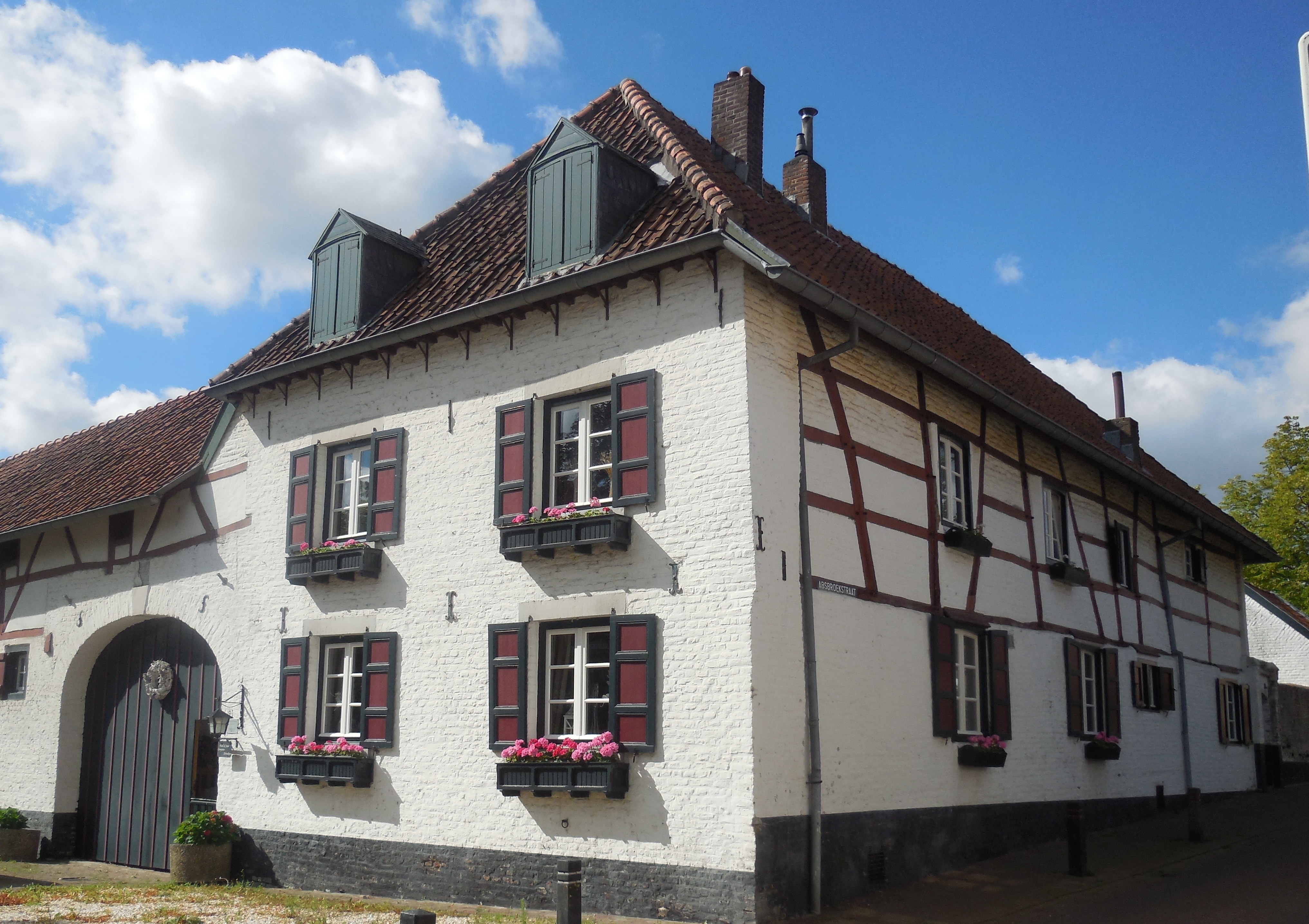
Vakwerkboerderij midden in Munstergeleen.

Munstergeleen (Limburgs: Munstergelaen) is een plaats in de gemeente Sittard-Geleen in de provincie Limburg. Vanaf 1810 was Munstergeleen een zelfstandige gemeente. De gemeente werd echter bij de grootschalige gemeentelijke herindelingen in Limburg in 1982 opgeheven en bij de voormalige gemeente Sittard gevoegd.

## Geschiedenis
De naam Munstergeleen bevat het toponiem munster, dat is afgeleid van het Latijnse woord monasterium, wat klooster betekent. Het betreft een cisterciënzerklooster dat in 1253 werd gesticht vanuit de Abdij van Val-Dieu en dat in 1797 werd opgeheven. In de 19e eeuw ontstond lintbebouwing langs enkele bestaande wegen (Geleenstraat, Peterstraat en Houbeneindstraat) en in de 2e helft van de 20e eeuw ontstonden enkele woonwijken, vooral in het zuidwesten en het noordoosten.
De kerk van Munstergeleen werd in 1299 bij het Sittardse Sint-Petruskapittel gevoegd en het dorp werd onderhorig aan de Sittardse schepenbank. Vanaf de Franse tijd was Munstergeleen een zelfstandige gemeente, waartoe ook de gehuchten Abshoven en Windraak behoorden. Bij de gemeentelijke indeling in 1982 werd het bij de gemeente Sittard gevoegd, die in 2001 opging in de huidige gemeente Sittard-Geleen.

### GeslachtVan Abshoven
In bronnen uit de 13e eeuw komt de naam Van Abshoven in combinatie met Munstergeleen meermaals voor. Voor zover bekend zijn alle tegenwoordige Van Abshovens afstammelingen van Michiel van Abshoven, die zich tezamen met zijn vrouw Engeltje van Lichtenbergh en zijn zuster Lysbet, op 22 juni 1681 "met kerkelijke attestatie" meldde in de (protestantse) kerk van Oudshoorn. Aangenomen wordt dat hij - of zijn directe voorvaderen - uit het gehucht Abshoven bij Munstergeleen afkomstig waren en hiervandaan gevlucht waren voor de onderdrukking van de protestanten door de katholieke meerderheid.

## Geografie
Munstergeleen ligt in het zuidoosten van de gemeente Sittard-Geleen, in het dal van de Geleenbeek. Het laagste punt van het dorp bevindt zich op een hoogte van circa 50 meter boven NAP. De plaats ligt op de overgang van de verstedelijkte Westelijke Mijnstreek naar het landelijke Heuvelland. Vlak ten oosten van de dorpskom begint het Plateau van Doenrade, dat circa vijftig tot zestig meter hoger ligt. Aan de rand van dit plateau ligt een aantal hellingen waaronder de Schelberg, de Wanenberg, de Lippenberg en de Keldenaar.

## Bezienswaardigheden
- De Sint-Pancratiuskerk is de parochiekerk van Munstergeleen. De kerk dateert uit 1924-25 en werd gebouwd naar een ontwerp van Nic. Ramakers. De kerk bevat glas-in-loodramen van Jacques Verheyen. In de kerk bevindt zich een vroeg-19e-eeuws orgel, afkomstig uit de gesloopte oude parochiekerk.
- Huize De Koekamp is een 18e-eeuwse buitenplaats op de grens van Geleen en Munstergeleen. Het landhuis is nog grotendeels in originele staat bewaard. Het huis wordt particulier bewoond en is niet openbaar toegankelijk. Even ten zuiden van Munstergeleen ligt het klooster Abshoven, waarvan de deels 18e-eeuwse gebouwen onlangs gerestaureerd zijn. Onderdeel van het complex is een neogotische kapel.
- Klooster Abshoven, van 1715-1717
- De Molen van Carolus Houben en de Pater Karelkapel die in een schuur van het complex werd ingericht. Het woonhuis dateert uit de 17e en 18e eeuw en heeft aan de straatgevel speklagen van baksteen en mergel. Aan de open binnenplaats zijn resten van vakwerk te zien. In het molenhuis uit 1792 is nog een groot deel van het oude molenwerk bewaard gebleven.
- De 17e-eeuwse Chorushoeve, aan Absbroekstraat 1, een typisch Limburgse vakwerkboerderij met lemen opvulling.
- De Mariakapel aan de Mairestraat.

Zie ook
- Lijst van rijksmonumenten in Munstergeleen
- Lijst van gemeentelijke monumenten in Munstergeleen

### Kerkelijke gebouwen

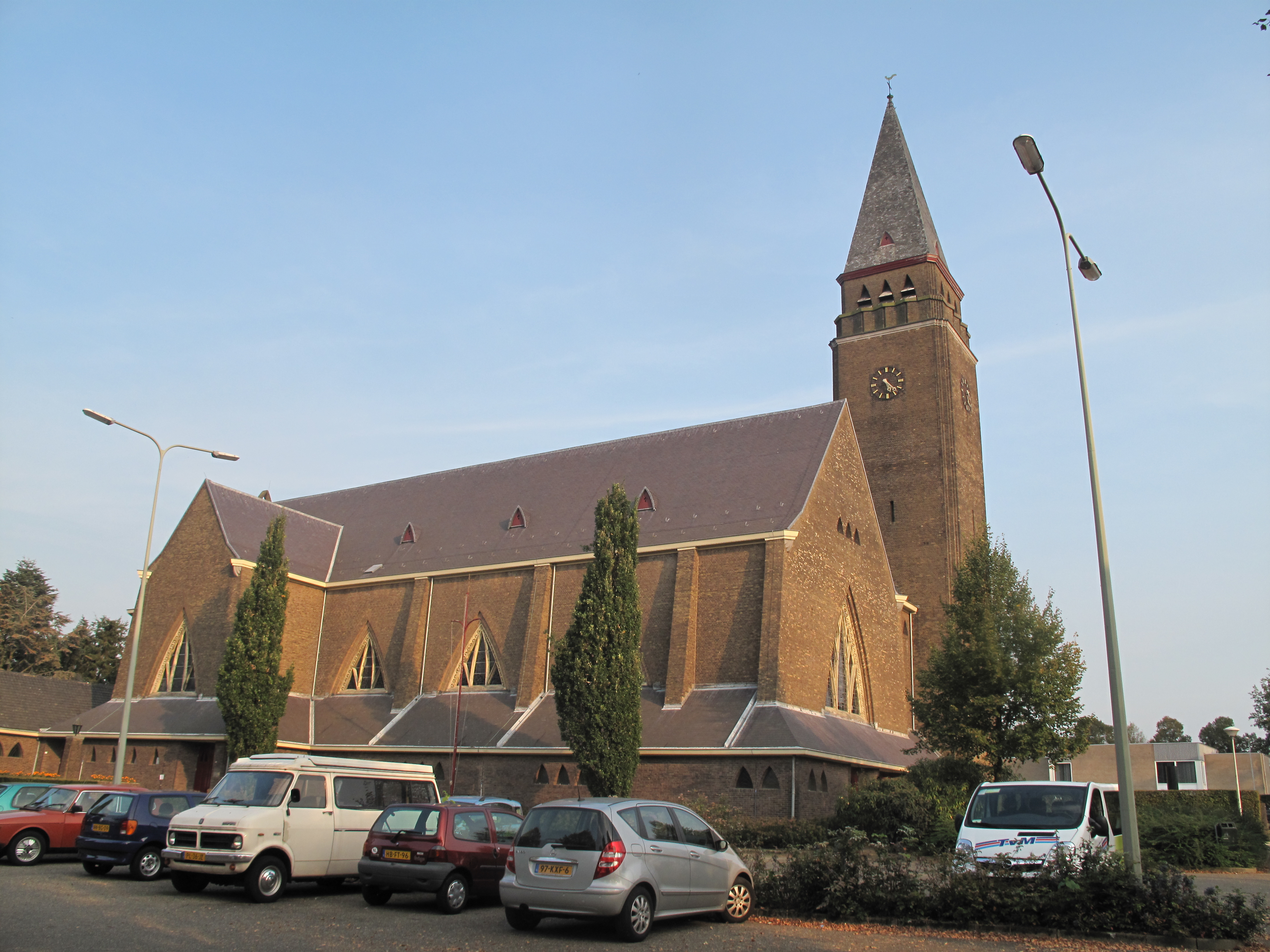
Sint-Pancratiuskerk
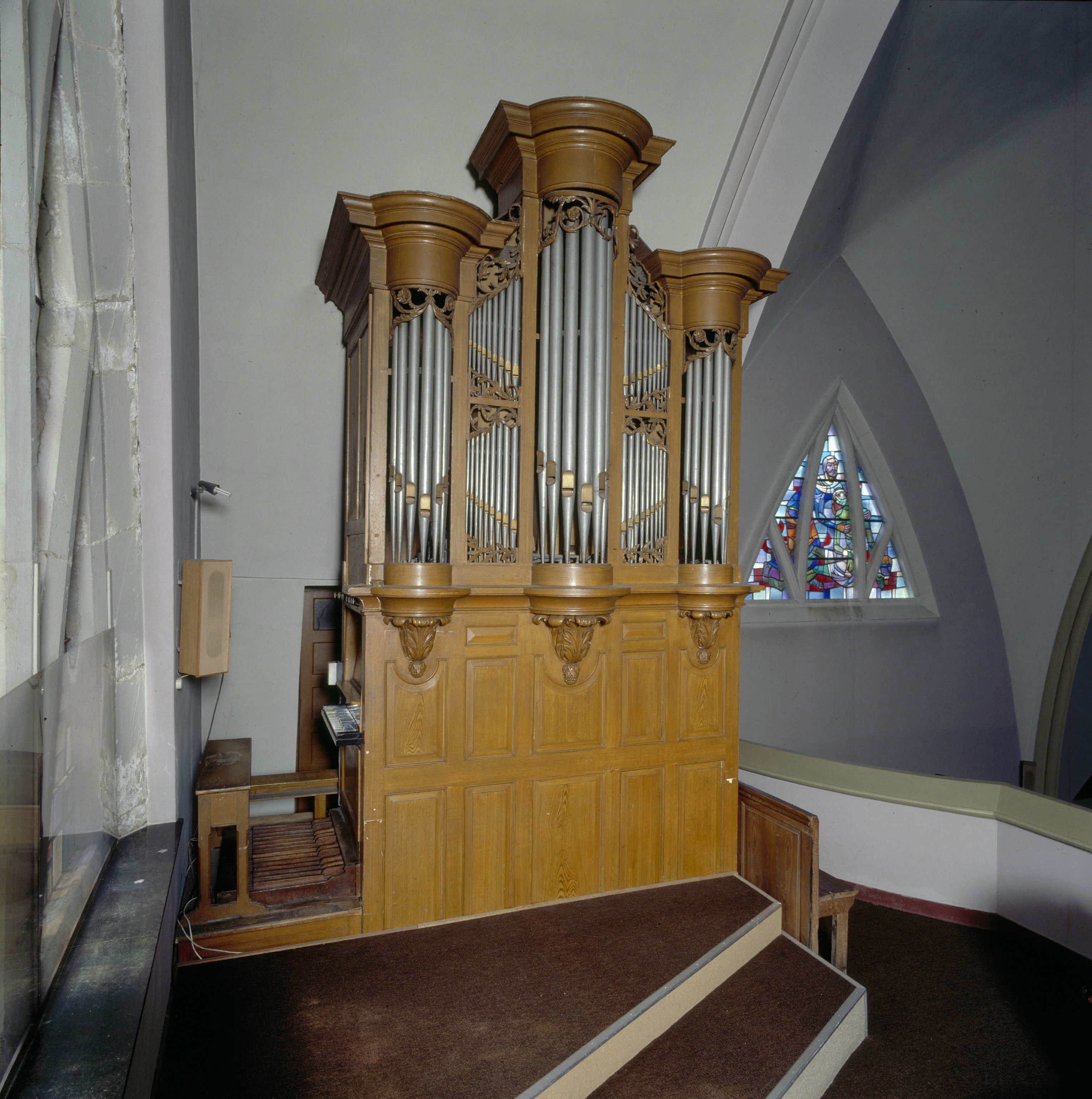
Kerkorgel
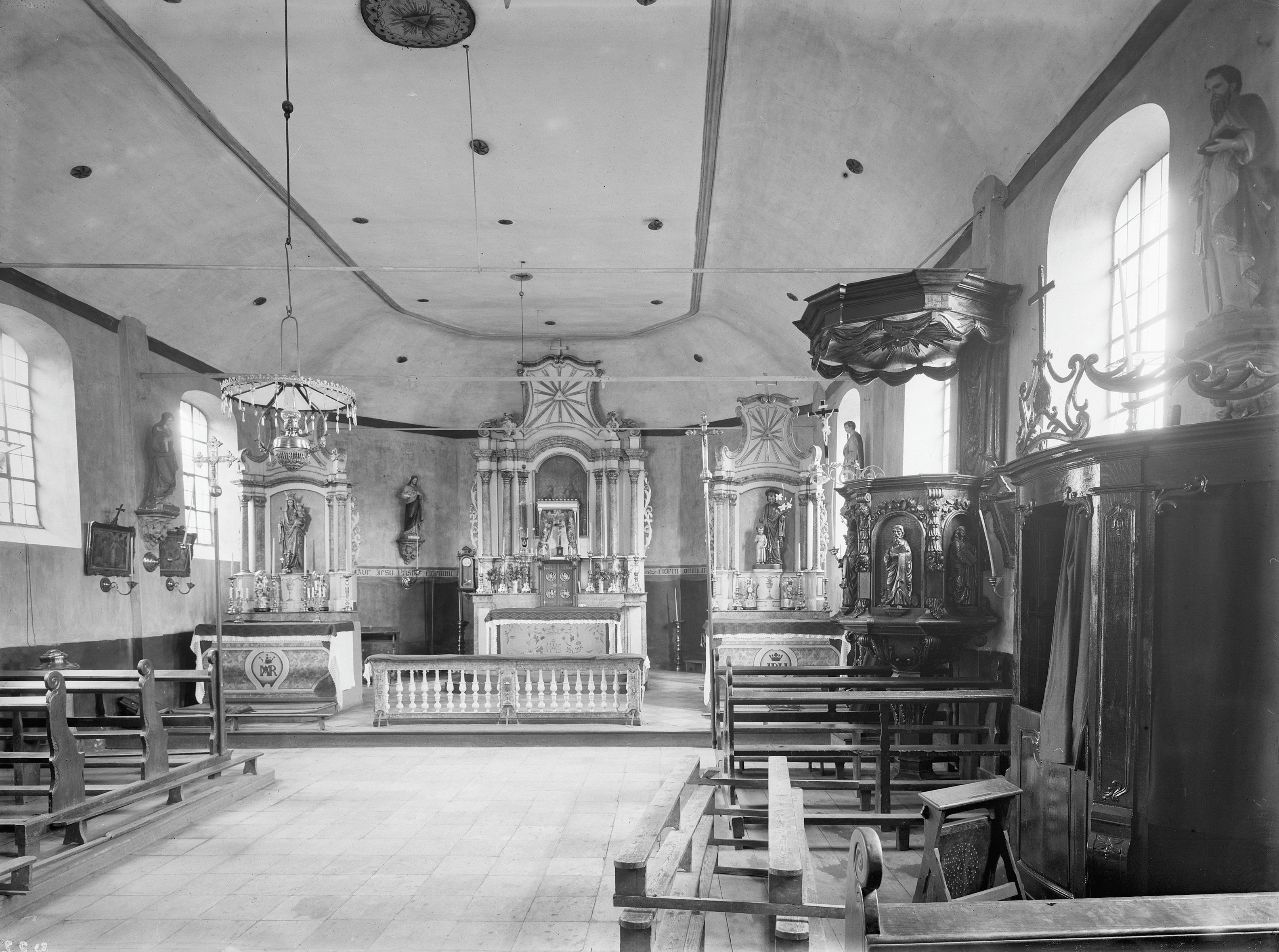
Interieur oude kerk (1921)
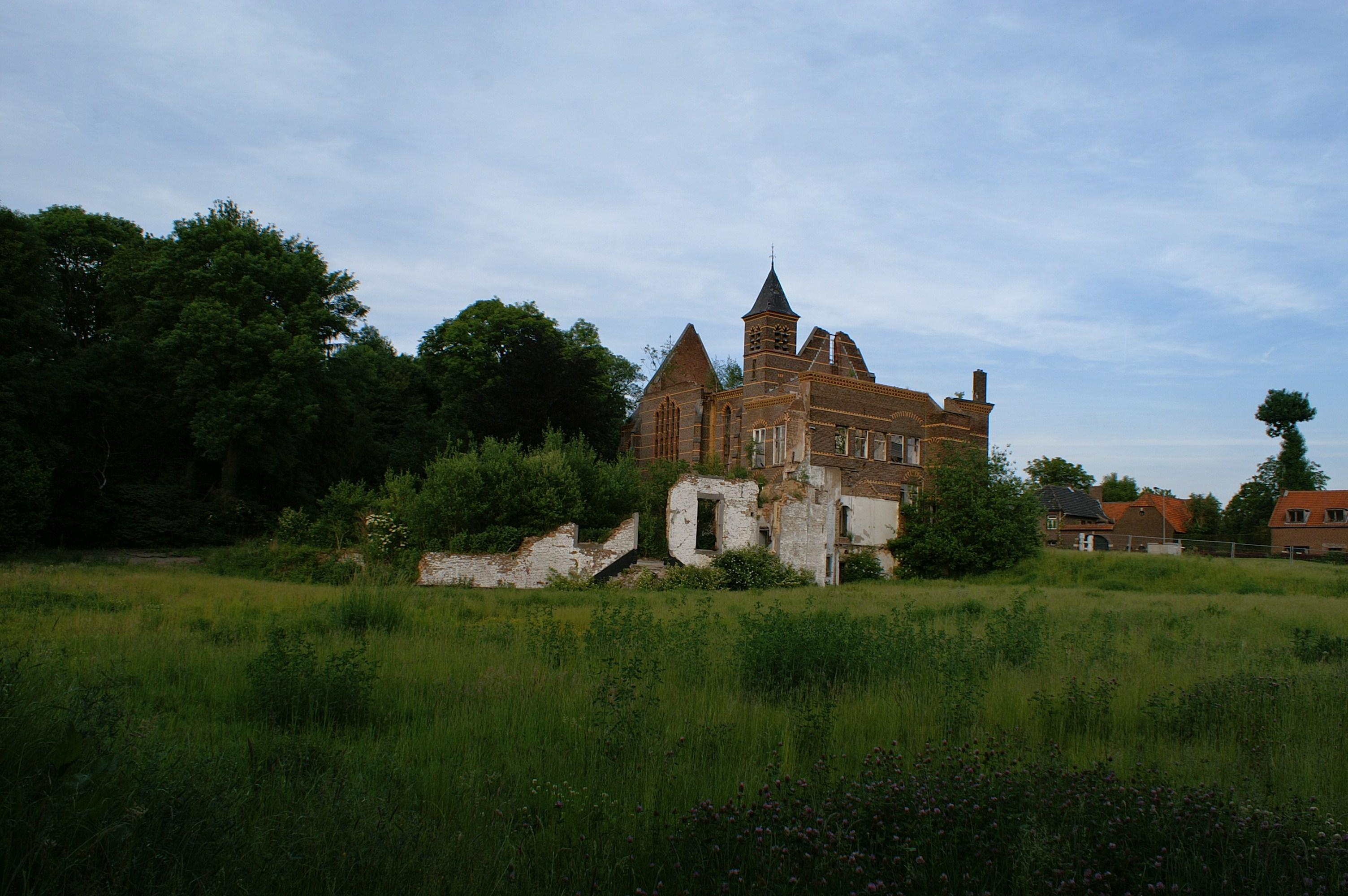
Kloosterruïne Abshoven

### Overige bezienswaardigheden

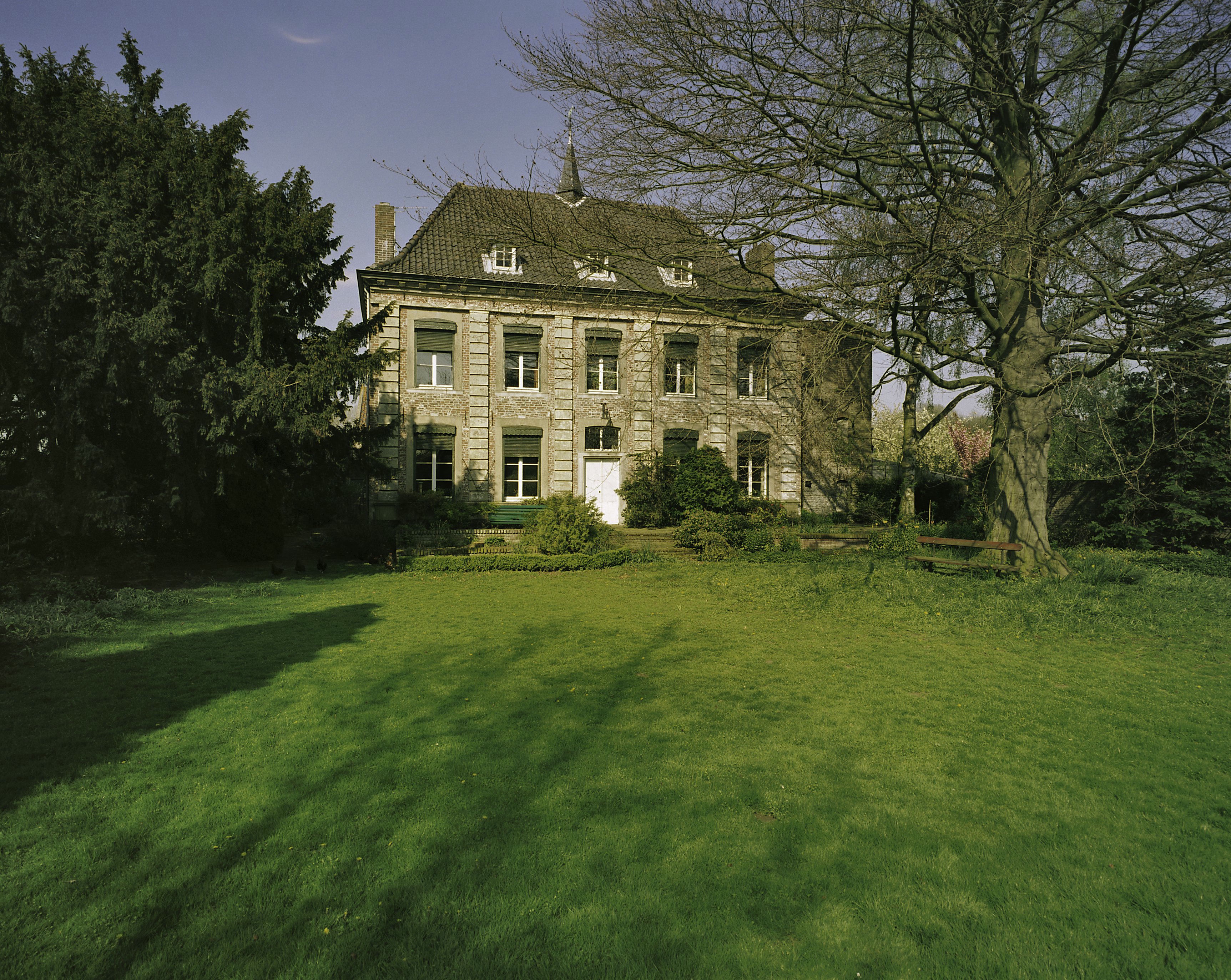
De Koekamp
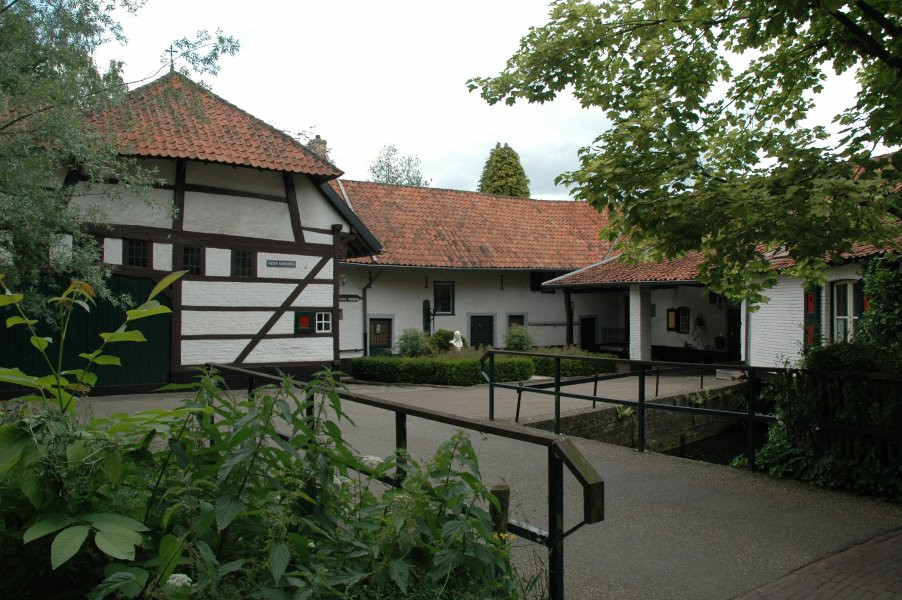
Karelhoeve (watermolen)
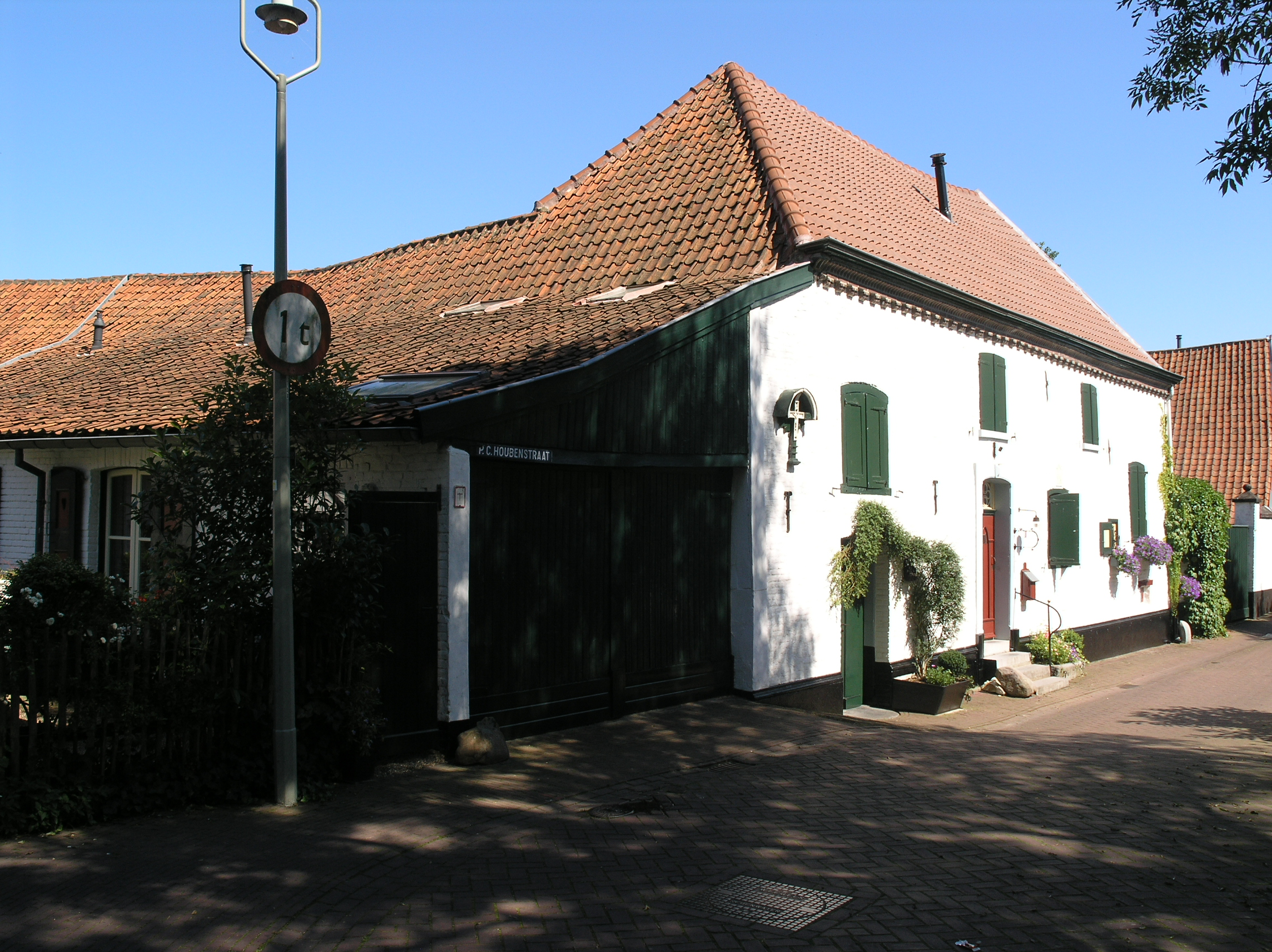
Karelhoeve (straatzijde)
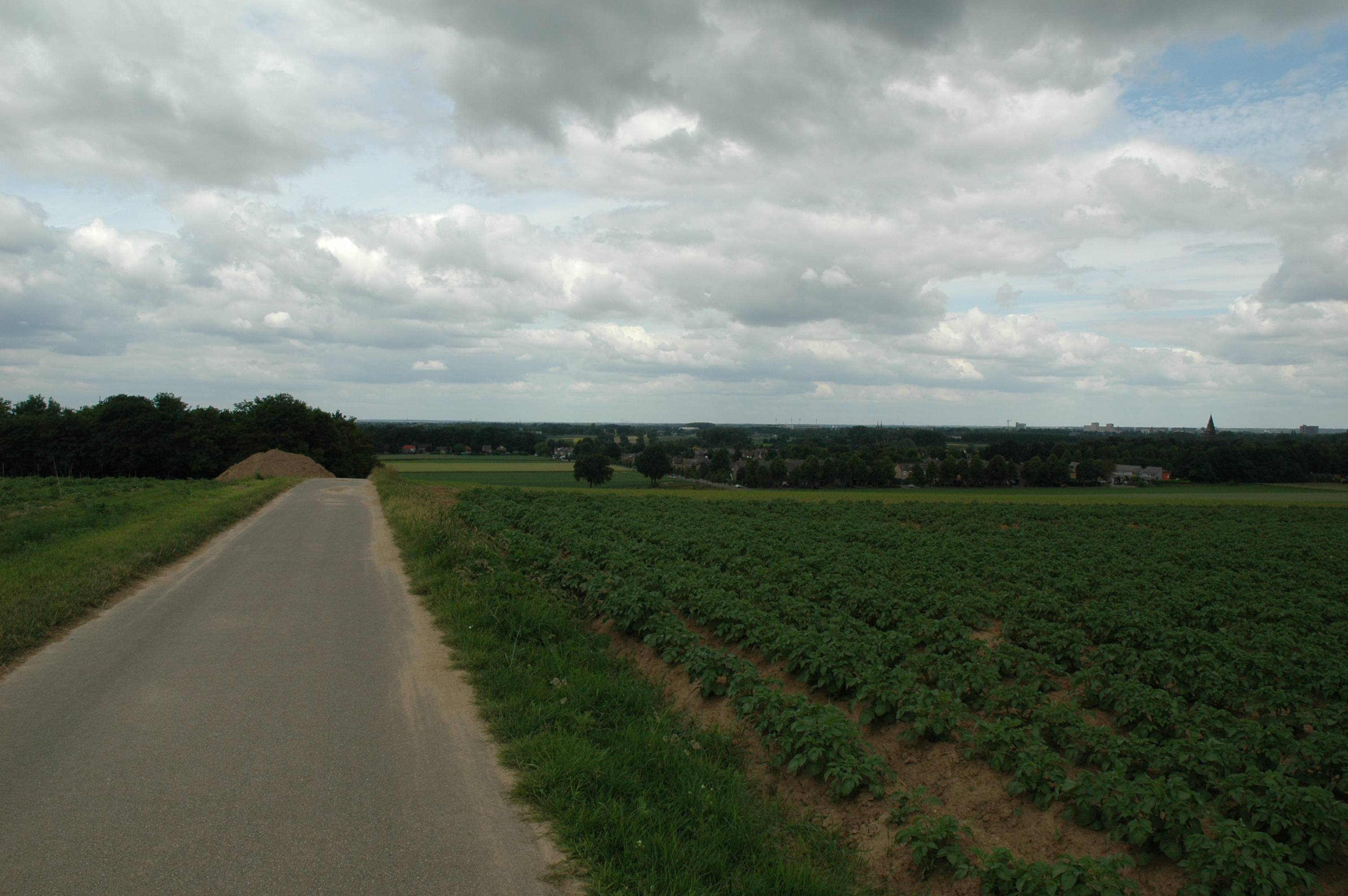
De Wanenberg

## Natuur en recreatie
Munstergeleen ligt op een hoogte van ongeveer 65 meter, op de rechteroever van de Geleenbeek. In het noorden en het westen grenst het dorp aan de bebouwing van respectievelijk Geleen en Sittard. In het noordoosten ligt de Kollenberg.
In het buitengebied van Munstergeleen zijn twee natuurgebieden gelegen die beheerd worden door de Vereniging Natuurmonumenten:
- Het Absbroekbos, gelegen ten westen van de plaats, is een aangeplant bosgebied dat als groene buffer fungeert tussen Munstergeleen, Geleen en Sittard.
- De Wanenberg is een heuvel ten oosten van de plaats met een top van 100 meter boven NAP. Op de helling is het hellingbos de Hondskerk gelegen, waardoorheen het Pieterpad voert, een bekend langeafstandspad.

## Voorzieningen

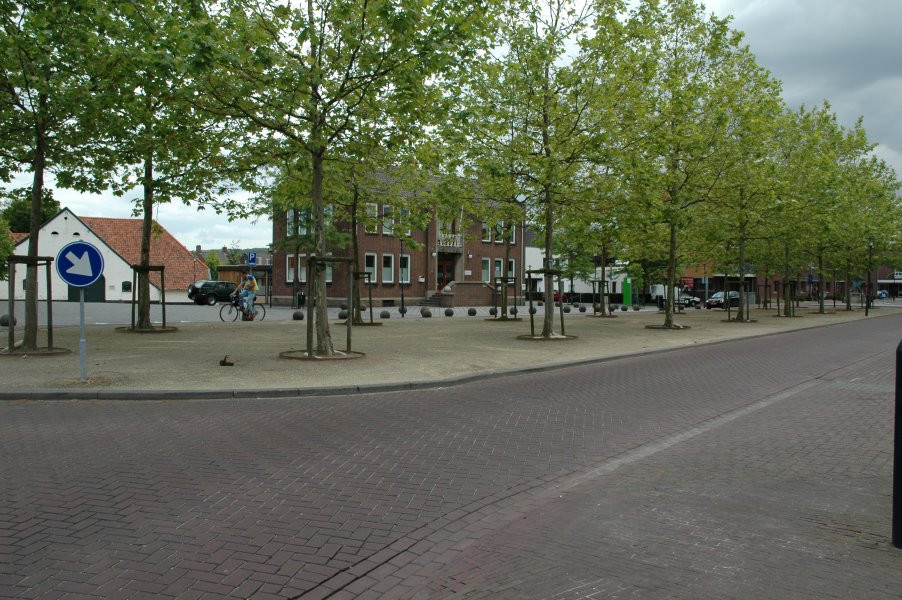
Dorpskern met voormalig raadhuis

In de dorpskern van Munstergeleen bevinden zich verschillende voorzieningen waaronder een supermarkt, cafés, een brede school en twee sportcomplexen. Op ongeveer een kilometer ten zuiden van het dorp bevindt zich aan de spoorlijn Sittard - Herzogenrath het spoorwegstation Geleen Oost.

### Verenigingen
- Sport
  - Boksclub de Amateur
  - Handbalvereniging SVM
  - Badminton Vereniging Munstergeleen (BVM '81)
  - Tennisclub Munstergeleen
  - Voetbalvereniging SVM
  - Dartvereniging Bullseye
- Cutuur
  - Vastelaoves Vereiniging De Haverbüle
  - Auwt Prinse Munstergelaen
- Jeugd
  - Scoutinggroep Munstergeleen
  - Toneelgroep Pancratius
- Muziek
  - Fanfare Juliana Munstergeleen
  - BigBand de Munsterglaner
  - Zaate Hermenie Bôntj & Blauw
  - Good Dul

## Geboren in Munstergeleen

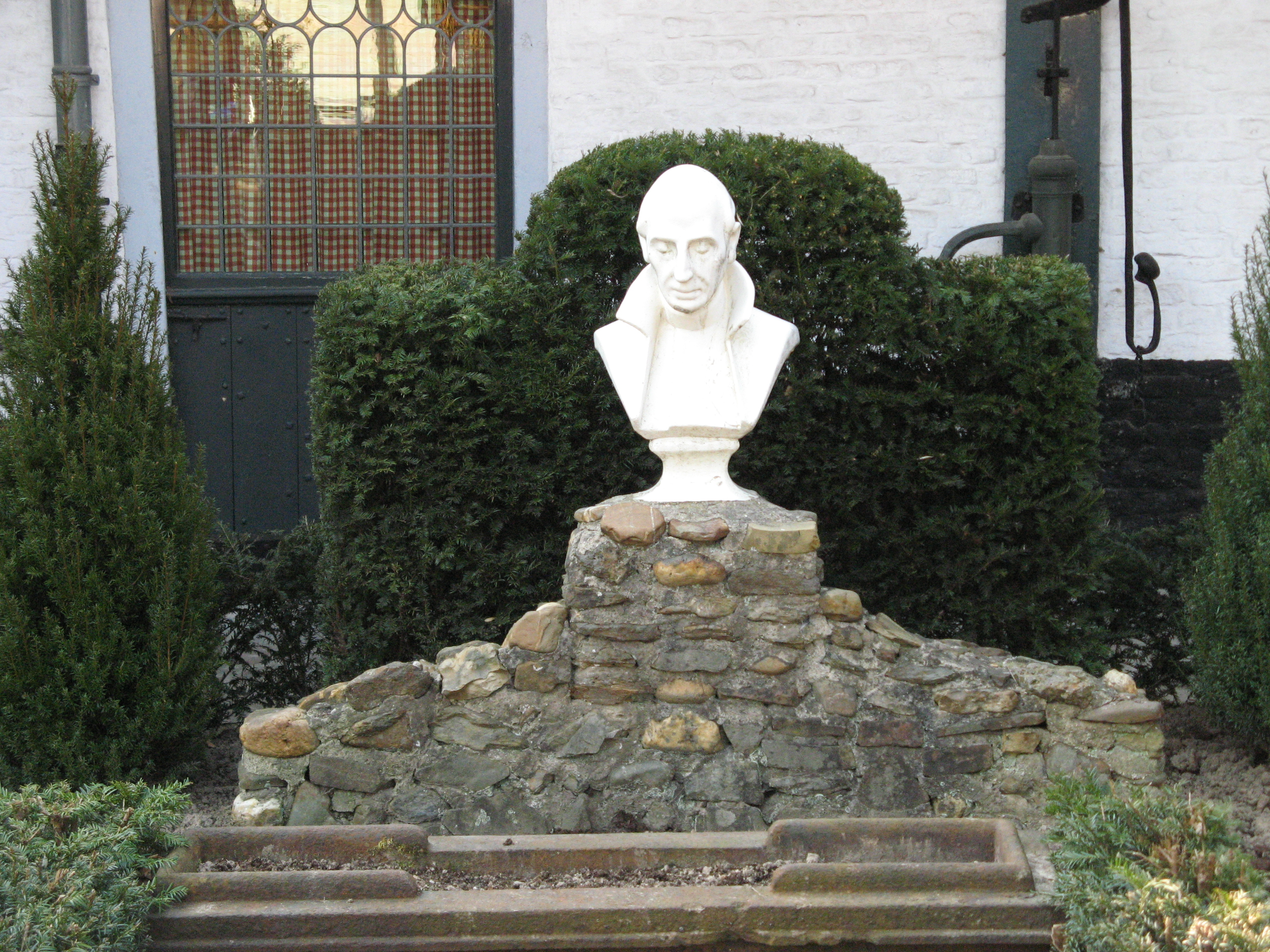
Borstbeeld Karel Houben

- Karel Houben (1821-1893), heilig verklaarde pater
- Johannes Suykerbuyk (29 november 1959), componist, musicoloog
- Daan Prevoo (21 augustus 1963), politicus
- Rens Blom (1 maart 1977), polsstokhoogspringer

## Nabijgelegen kernen
Sittard (Kollenberg), Geleen (Lutterade), Windraak, Sweikhuizen, Puth

## Trivia
Sinds 1989 woont discozanger George McCrae afwisselend op Aruba en in Munstergeleen samen met zijn vrouw Yvonne Bergsma, die er al langer woonde.